# Гиљермо Пријето
Гиљермо Пријето Прадиљо (шп. Guillermo Prieto Pradillo; Мексико Сити, 10. фебруар 1818. — Такубаја, 2. март 1897) био је мексички песник и политичар.

## Биографија
Гиљермо Пријето Прадиљо рођен је 1818. године у Мексико Ситију, као син Хосеа Марије Пријета Гамбое и Хосефе Прадиљо и Естањол. Када је имао тринаест година отац му је умро, а мајка доживела нервни слом. Гиљерма су Андрес Кинтана Ро и Фернандо Калдерон узели под заштиту, тако да је био у могућности да настави своје школовање. Након што је радио у продавници одеће и на царини, наставио је школовање у школи „Сан Хуан де Летран“.
Пријето је започео своју каријеру као новинар и позоришни критичар у часопису El Siglo XX. Такође, радио је за El Monitor Republicano, а заједно са Игнасиом Рамирезом основао је сатирични часопис Don Simplicio. Гиљермо Пријето уз Игнасија Родригеза Галвана и Мануела Пајна спада у истакнутије представнике мексичког романтизма.
Поред књижевне, Пријето је имао и успешну политичку каријеру. Био је министар финансија за време председникâ Аристе, Алвареза и Хуареза. Као министар финансија под председником Хуарезом, био је у његовој пратњи у егзилу, након пуча Феликса Зулоаге. Касније је служио као министар спољних односа у Влади Хосеа Марије Иглесијаса. Године 1890. часопис La República спровео је анкету, како би изабрао најпопуларнијег песника у Мексику, а Пријето је лако победио. Познати песник Игнасио Мануел Алтамирано прогласио га је „мексичким песником par excellence, песником Отаџбине“.
Умро је у Такубаји 2. марта 1897. године у 79. години живота, у присуству његове друге супруге, Емилије Голард, његове деце и његових унучади.

### Песме
- Versos inéditos (1879)
- La musa callejera (1883)
- Romancero nacional (1885)

### Проза
- El alférez (1840)
- Alonso de Ávila (1842)
- El susto de Pinganillas (1843)
- Patria y honra
- La novia del erario
- Memorias de mis tiempos (1853)
- Viajes de orden supremo (1857)
- Una excursión a Jalapa en 1875
- Viajes a los Estados Unidos (1877—1878)
- Compendio de historia
- A mi padre

Други радови
- Diccionario universal de Historia y Geografía (1848; заједно са Ороско и Бера)
- Apuntes para la historia de la guerra entre México y los Estados Unidos (1848; коаутор)
- Lecciones elementales de economía política (1871)
- Breve introducción al estudio de la historia universal (1884)
- Lecciones de historia patria (1886)
- Breves nociones de economía política (1888)